# Miel de Sologne
Le miel de Sologne est une spécialité culinaire française de la région naturelle de Sologne située dans les départements du Cher, de Loir-et-Cher et du Loiret en région Centre-Val de Loire.
Le miel est généralement issue de la flore sauvage de la région, notamment la production issue de la bruyère du genre Erica et le miel de forêt produit principalement à partir de fleurs de châtaigniers et de miellat.

## Histoire
Le naturaliste français Jacques-Christophe Valmont de Bomare évoque le miel produit en Sologne dans son ouvrage Dictionnaire raisonné universel d'histoire naturelle datant de 1775. Il le décrit comme étant produit essentiellement sur des fleurs de sarrasin, donc de couleur très jaune et ainsi peu estimé car l'époque valorisait les miels blancs.
Auguste de Frarière, dans un chapitre consacré à la couleur du miel dans son ouvrage Traité de l'éducation des abeilles datant de 1845, décrit le miel de Sologne, produit à partir de blé sarrasin et de bruyères, d'un jaune très pâle, d'un arôme faible, mais pas désagréable au goût.
Dans un article consacré à la culture des abeilles dans le Berry et paru dans la revue L'Apiculteur en 1861, le miel de Sologne est décrit comme un miel de qualité très moyenne, peu onéreux et « duquel la classe pauvre fait une grande consommation »
Avant la Première Guerre mondiale, le miel est récolté dans des paniers en vannerie fabriqués dans la région.
En 1952, l'épizootie de myxomatose décimant les populations de lapins, qui se nourrissaient des jeunes pousses d'arbres, fait disparaitre une bonne partie des landes solognotes. L'écosystème se mue d'une lande humide à une forêt dense entrainant la raréfaction des bruyères, notamment la callune, et par voie de conséquence, une modification du goût du miel.

## Description
Le miel produit en hiver est issu du nectar des fleurs d'aubépines, de bourdaines, de prunelliers ou d'acacias ; celui produit au printemps, le plus caractéristique de la Sologne et plus fort en goût, est issu du nectar de fleurs de châtaigniers, de ronces, de germandrées et de bruyères ainsi que du miellat de chênes. Il est possible de trouver des miels spécifiques de l'une des deux saisons, ou, à l'inverse, un miel produit d'un mélange de la récolte des deux saisons.